# Sherman Hemsley
Sherman Alexander Hemsley (Filadélfia, 1 de fevereiro de 1938 - El Paso, 24 de julho de 2012) foi um ator americano, mais conhecido por seus papéis como George Jefferson na série de televisão da CBS All in the Family and The Jeffersons, o diácono Ernest Frye na série da NBC Amen, e BP Richfield na série ABC Dinossauros. Por seu trabalho no The Jeffersons, Hemsley foi indicado ao Globo de Ouro e ao Emmy. Ele também ganhou um NAACP Image Award.

## Primeiros anos
Hemsley nasceu e foi criado no sul da Filadélfia por sua mãe, que trabalhava em uma fábrica de lâmpadas. Ele não conheceu seu pai até os 14 anos. Ele frequentou a Barrat Middle School, a Central High School para a 9ª série e a Bok Technical High School pela 10ª, quando abandonou a escola e ingressou na Força Aérea dos Estados Unidos, onde prestou por quatro anos.
Ao deixar a Força Aérea, ele retornou à Filadélfia, onde trabalhou para o Serviço Postal dos Estados Unidos durante o dia enquanto frequentava a Academia de Artes Dramáticas à noite. Ele então se mudou para Nova York, continuando a trabalhar para os Correios durante o dia enquanto trabalhava como ator à noite. Ele estrelou como Gitlow no musical da Broadway dos anos 1970, Purlie.

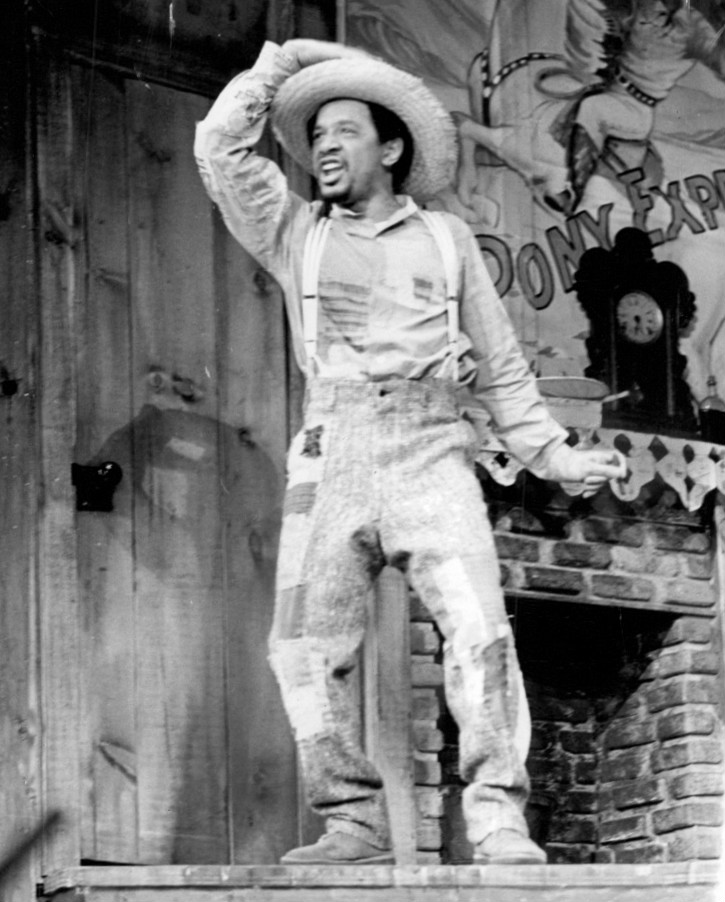
Sherman Hemsley no musical da Broadway Purlie (foto tirada em 8 de junho de 1972)

## Carreira

### Início
Hemsley se apresentou com grupos locais na Filadélfia antes de se mudar para Nova York para estudar com Lloyd Richards na Negro Ensemble Company . Pouco depois, ele ingressou na Urban Arts Company, de Vinnette Carroll, aparecendo nestas produções: But Never Jam Today,The Lottery, Old Judge Mose is Dead, Moon on a Rainbow Shawl, Step Lively Boys, Croesus, e The Witch. Ele fez sua estreia na Broadway em Purlie e excursionou com o show por um ano. No verão de 1972, ele se juntou ao musical Vinnette Carroll Don't Bother Me, I Can't Cope, em Toronto, seguido um mês depois na produção do American Conservatory Theater no Geary Theatre. Nesta produção, Hemsley apresentou os solos "Lookin 'Over From Your Side" no Ato I e "Sermão" no Ato II.

### Trabalho com Norman Lear

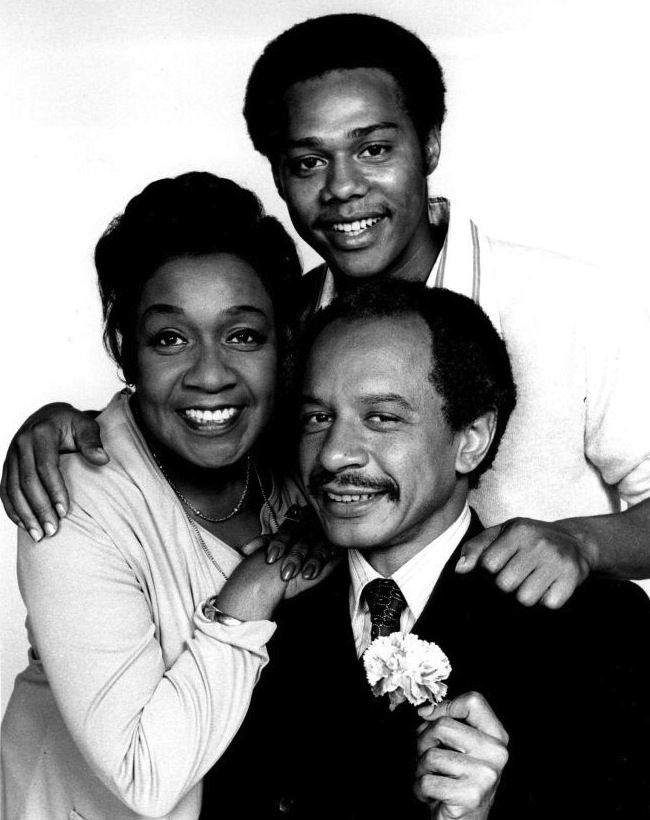
Hemsley e The Jeffersons co- estrelam Isabel Sanford e Mike Evans

Enquanto Hemsley estava na Broadway com Purlie, Norman Lear o chamou em 1971 para interpretar o papel recorrente de George Jefferson em sua nova comédia, All in the Family. Hemsley relutou em deixar seu papel no teatro, mas Lear disse que ele manteria o papel aberto para ele. Hemsley se juntou ao elenco dois anos depois. Os personagens de Hemsley e Isabel Sanford estavam como personagens coadjuvantes, aparecendo ocasionalmente  em All in the Family, mas receberam seu próprio spin-off, The Jeffersons, dois anos depois que Hemsley fez sua estreia na comédia. Os Jeffersons provaram ser uma das séries de maior sucesso de Lear, desfrutando de uma série de 11 temporadas até 1985.

### Décadas de 1980, 1990 e 2000
Hemsley continuou a trabalhar de forma constante após o cancelamento do programa, tipicamente em papéis semelhantes aos de George Jefferson. Ele se juntou aos membros do elenco original da sitcom quando The Jeffersons se mudou para a Broadway para uma breve corrida. Mais tarde, ele se juntou ao elenco de Amen da NBC em 1986 como Ernest Frye, um diácono da igreja. A comédia teve uma série de cinco temporadas, terminando em 1991. Hemsley, então, foi dublador da série de bonecos de ação Dinosaurs da ABC, onde interpretou Bradley P. Richfield, o chefe do personagem principal, Earl. A série durou quatro temporadas, terminando em 1994.
Hemsley se aposentou da atuação televisiva, embora Isabel Sanford e ele tenham aparecido juntos em meados do final dos anos 90 e no início dos anos 2000, reprisando seus papéis em papéis convidados em séries de televisão como The Fresh Prince of Bel-Air e em comerciais para The Gap, Old Navy e Denny's. Ele também estrelou com Sanford em uma empresa de turnês do The Real Live Jeffersons nos anos 90. Sanford e ele fizeram uma aparição no filme Sprung. Eles continuaram trabalhando juntos até que Sanford começou a ter problemas de saúde que a levaram à morte em 2004.
Em 2001, Hemsley apareceu como participante do especial "Celebrity Classic TV Edition" do popular programa de perguntas e respostas da ABC, Who Wants to Millionire, e ganhou US $ 125.000 para a caridade.
Hemsley fez quatro aparições no seriado Sister, Sister, como pai de Ray Campbell. Ele também fez uma aparição de voz como ele mesmo na comédia animada de Seth MacFarlane, Family Guy. Ele apareceu no filme American Pie Presents: The Book of Love . Em 2011, ele reprisou seu papel como George Jefferson pela última vez, ao lado de Marla Gibbs como Florence Johnston, na  Tyler Perry's House of Payne.
Ele foi introduzido no Hall da Fama da Academia de Televisão em 2012.

## Carreira musical
Em 1989, Hemsley, que era tecladista de jazz, lançou um single, "Ain't That a Kick in the Head". Isso foi seguido em 1992 com o Dance, um álbum de música rítmica e blues. Ele apareceu no Soul Train na época do lançamento do disco e também cantou a música "Eyes in the Dark".
Hemsley era um fã entusiasmado das bandas de rock progressivo da década de 1970, incluindo Yes, Gentle Giant, Gong, e Nektar.

## Vida pessoal e morte
Hemsley era um homem tímido e intensamente privado, descrito por alguns como recluso. Ele evitou os holofotes de Hollywood e pouco de sua vida pessoal foi de conhecimento público além dos fatos de que ele nunca se casou e não teve filhos. Em 2003, no entanto, Hemsley concedeu uma rara entrevista em vídeo ao Archive of American Television . "Foi difícil interpretar George Jefferson para mim. Mas ele era o personagem. Eu tive que fazer isso."
Em 24 de julho de 2012, Hemsley morreu em sua casa em El Paso, Texas, aos 74 anos. A causa da morte foi dada como síndrome da veia cava superior, uma complicação associada a carcinomas pulmonares e brônquicos. Ele tinha uma massa maligna em um dos pulmões, para a qual quimioterapia e radiação haviam sido recomendadas, de acordo com o relatório do médico legista do Condado de El Paso, no Texas.

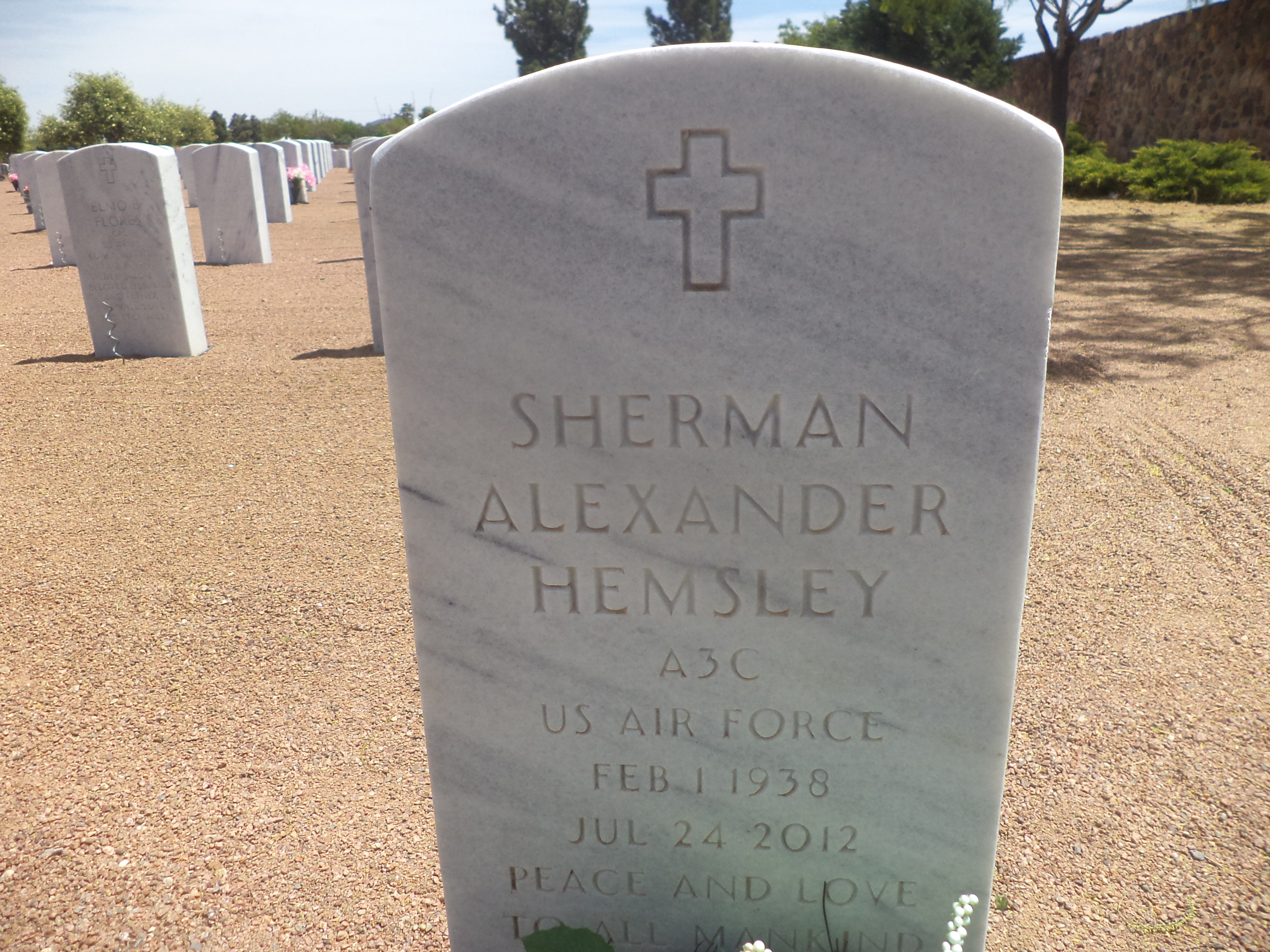
Túmulo de Sherman Hemsley

### Disputas judiciais pela herança
Em 28 de agosto de 2012, uma âncora de El Paso entrevistou Flora Isela Enchinton, a única beneficiária do testamento de Hemsley, que disse que os dois eram amigos e eram parceiros de negócios por mais de duas décadas. Durante esse período, ela morou com Hemsley e seu amigo Kenny Johnston. Enchinton disse à Associated Press que Hemsley nunca mencionou nenhum parente. "Algumas pessoas saem da madeira - pensam em Sherman, pensam em dinheiro", disse Enchinton à AP. "Mas o fato é que eu não conhecia Sherman quando ele estava no centro das atenções. Eu os conheci quando eles [Hemsley e Johnston] vieram correndo de Los Angeles com um centavo, quando não havia nada além de luta." 
Um homem da Filadélfia chamado Richard Thornton afirmou ser o irmão de Hemsley e o verdadeiro herdeiro de sua propriedade. Depois de contestar o testamento, Thornton interrompeu o progresso nos preparativos para o funeral e, como resultado, o corpo de Hemsley permaneceu na Funeral San Jose em El Paso e desenterrou-se por meses. Em 9 de novembro de 2012, a batalha legal pelo corpo de Hemsley terminou quando a juíza Patricia Chew decidiu em favor de Enchinton.

## Filmografia

### Cinema
- Love at First Bite (1979) - Reverendo Mike
- The 1st TV Academy Hall of Fame (1984) - le mesmo - Audiência (sem créditos)
- Alice In Wonderland (1985) - The Mouse
- Stewardess School (1986) - Sr. Buttersworth
- Ghost Fever (1986) - Buford / Jethro
- Club Fed (1990) - O reverendo
- Mr. Nanny (1993) - Burt Wilson
- Home of Angels (1994) - Buzzard Bracken
- The Misery Brothers (1995) - Rev. Scheister
- A Christmas Journey Home (1996) - Um sem-teto
- Sprung (1997) - irmão #1
- Casper: A Spirited Beginning (1997) - Proprietário da loja
- Senseless (1998) - Porteiro Smythe-Bates
- Mafia! (1998) - George Jefferson (sem créditos)
- Screwed (2000) - Chip Oswald
- Hanging in Hedo (2008) - Henry Hunter
- For The Love Of A Dog (2008) - George O'Donnell
- American Pie Presents: The Book of Love (2009) - Pastor

### Televisão
- All in the Family (1973–1978) - George Jefferson
- The Jeffersons (1975–1985) - George Jefferson
- The Love Boat (1977-1983) - Henry Bullard / Maurice Marshall
- The Donny & Marie Show (1978?) - Guest star
- The Incredible Hulk (1979, season 2 episode 18 "No Escape") - Robert
- Pink Lady (1980; guest-starred) - Ele mesmo
- Purlie (1981, filme de TV) - Gitlow Judson
- Fantasy Island (1981) (Temporada 5, Episódio 5, "Mr. Nobody/La Liberatora") - Charlie Atkins
- E/R (1984) - tio George Jefferson
- The Twilight Zone (série) (1985, Episódio: "I of Newton") - Sam
- Alice in Wonderland (1985, filme de TV) - Mouse
- Candid Camera (1986) - Dick Sherman
- Amen (1986–1991) - Diácono Ernest Frye
- 227 (1988, episódio "The Big Deal") - Thurmond Fox
- Camp Cucamonga (1990, TV Movie) - Herbert Himmel
- Dinosaurs (1991–1994) - B.P. Richfield (voz)
- The Fresh Prince of Bel-Air (1992-1996) - Juiz Carl Robertson / George Jefferson
- In Living Color (1993)
- Lois & Clark: The New Adventures of Superman (1994, in the Episode "Seasons Greedings") - Winslow P Schott
- The Magic School Bus (1995, guest starred, in "Revved Up") - Mr. Junkit
- The Wayans Bros. (1995, episode "It's Shawn! It's Marlon! It's The Superboys!") - Sr. Stone
- Sister, Sister (1995, guest spots) - grandfather Campbell
- Goode Behavior (1996–1997) - Willie Goode
- Martin (1996) - Sr. Washington
- All That (1997; guest starred in two episodes) - Doctor
- The Secret Diary of Desmond Pfeiffer (1998, guest starred in "Up, Up and Away") - Union spy
- The Hughleys (1999–2000) - James Williams
- Family Matters (Captain Marion Savage — Carl's superior)
- All That (1997, Good Burger food critic)
- Figure It Out (1999) - (Guest Panelist)
- Up, Up, and Away (2000, TV Movie) - Edward Marshall / Steel Condor
- Mister Ed (2004, TV Movie) - Sr. Ed (voz)
- Family Guy (2005) ("The Father, the Son, and the Holy Fonz") - Ele mesmo
- The Surreal Life (2006)
- Clunkers (2011, 8 episodes) - Boss
- Tyler Perry's House of Payne (2011) - George Jefferson

## Discografia
- Dance (1992)